# Deutsche Badminton-Mannschaftsmeisterschaft 1958/59
Die Deutsche Badminton-Mannschaftsmeisterschaft 1958/59 bestand aus einer regionalen Ligenrunde, auf welche eine Zwischenrunde in vier Gruppen folgte. Die vier Sieger qualifizierten sich für das einrundige Halbfinale, auf welches das Finale am 10. Mai 1959 in Bonn folgte. Meister wurde der 1. DBC Bonn, welcher im Endspiel den Merscheider TV mit 7:4 besiegte.

## Zwischenrunde

### Gruppe Nord
Hamburger SV – VfB Lübeck 2:9

VfB Lübeck – PSV Bremen 8:3

PSV Bremen – Hamburger SV 1:10

### Gruppe Mitte
Merscheider TV – 1. Wiesbadener BC 9:2

Merscheider TV  – Hannover 96 kampflos für den MTV

### Gruppe Südwest
TuS Wiebelskirchen – 1. DBC Bonn 0:11

PSV Bad Kreuznach – 1. DBC Bonn 0:11

### Gruppe Süd
MTV München von 1879 – 1. PBC Neustadt 7:4

## Halbfinale
Der 1. DBC Bonn und der Merscheider TV schlagen den MTV München von 1879 und den VfB Lübeck jeweils mit 10:1.

## Finale
1. DBC Bonn – Merscheider TV 7:4

## Endstand
- 1. 1. DBC Bonn
(Günter Ropertz, Walter Stuch, Ralf Caspary, Kurt Hennes, Luise Schmitz, Gunhild Scholz)
- 2. Merscheider TV
(Klaus Dültgen, Konrad Hapke, Dieter Füllbeck, Jürgen Koch, Gitti Neuhaus, Karin Grego)
- 3. MTV München von 1879
(Tan Peng Lian, Herr Oey, Wolfgang Blümel, Karl Bubel, Evi Wagatha, Frau Memminger)
- 3. VfB Lübeck
(Soedarjo, Willy Suhrbier, Hans Hennen, Herr Schlemeier, Bärbel Wichmann, Anneli Hennen)